# Martna
Martna era un municipio estonio perteneciente al condado de Lääne. En 2017 se fusionó con Lääne-Nigula.
A 1 de enero de 2016 tiene 760 habitantes en una superficie de 269 km².
Es un municipio completamente rural donde no hay localidades importantes. La población se distribuye en 33 pequeñas localidades rurales: Allikotsa, Ehmja, Enivere, Jõesse, Kaare, Kaasiku, Kabeli, Kasari, Keravere, Keskküla, Keskvere, Kesu, Kirna, Kokre, Kuluse, Kurevere, Laiküla, Liivaküla, Martna, Männiku, Niinja, Nõmme, Ohtla, Oonga, Putkaste, Rannajõe, Rõude, Soo-otsa, Suure-Lähtru, Tammiku, Tuka, Uusküla, Vanaküla y Väike-Lähtru.
Se ubica en el centro del condado.